# Municipio de Ypsilanti (Dakota del Norte)
El municipio de Ypsilanti (en inglés: Ypsilanti Township) es un municipio ubicado en el condado de Stutsman en el estado estadounidense de Dakota del Norte. En el año 2010 tenía una población de 128 habitantes y una densidad poblacional de 1,37 personas por km².

## Geografía
El municipio de Ypsilanti se encuentra ubicado en las coordenadas 46°45′41″N 98°30′8″O / 46.76139, -98.50222. Según la Oficina del Censo de los Estados Unidos, el municipio tiene una superficie total de 93.31 km², de la cual 93,31 km² corresponden a tierra firme y (0 %) 0 km² es agua.

## Demografía
Según el censo de 2010, había 128 personas residiendo en el municipio de Ypsilanti. La densidad de población era de 1,37 hab./km². De los 128 habitantes, el municipio de Ypsilanti estaba compuesto por el 97,66 % blancos y el 2,34 % eran de una mezcla de razas. Del total de la población el 2,34 % eran hispanos o latinos de cualquier raza.